# Primulina mollifolia
Primulina mollifolia là một loài thực vật có hoa trong họ Tai voi (Gesneriaceae). Loài này có ở Quảng Tây (Trung Quốc); được D.Fang & W.T.Wang mô tả khoa học đầu tiên năm 1986 dưới danh pháp Chiritopsis mollifolia. Năm 2011, J.M.Li & Yin Z.Wang chuyển nó sang chi Primulina.